# Saint-Julien-en-Jarez
Saint-Julien-en-Jarez est un quartier de la commune de Saint-Chamond sur le Gier.
Il est classé en tant que quartier prioritaire, avec 899 habitants en 2018.
C'est une ancienne commune de la Loire, rattachée à Saint-Chamond le 14 mars 1964.